# Barbera e champagne
Barbera e champagne è un album discografico del cantante Giorgio Gaber pubblicato nel 1972 come compilation di suoi vecchi successi oltre a due brani inediti ("A la moda del varietà" e "Mi viene di ridere") e una versione strumentale anch'essa inedita di "Torpedo blu". Negli anni seguenti ci sono state altre versioni dell'album con tracce differenti.

## Tracce
Lato A
1. Barbera e champagne – 3:30 (Giorgio Gaber)
2. Goganga – 2:04 (Renato Angiolini, Giorgio Gaber, Mariano Rapetti)
3. A la moda del varietà – 2:32 (Giorgio Gaber)
4. La Balilla – 3:05 (Giorgio Gaber)
5. Donna donna donna – 2:17 (Giorgio Gaber)
6. Chissà dove te ne vai – 2:55 (Giorgio Gaber, Federico Monti Arduini)

Lato B
1. Com'è bella la città – 3:18 (Giorgio Gaber)
2. Il Riccardo – 2:28 (Giorgio Gaber, Umberto Simonetta)
3. L'orgia (ore 22 Secondo Canale) – 2:14 (Giorgio Gaber)
4. Vola Vola: Il Signor G e le stagioni – 2:38 (Giorgio Gaber)
5. Mi viene di ridere – 3:15 (Giorgio Gaber)
6. Torpedo blu (strumentale) – 2:55 (Leo Chiosso, Giorgio Gaber)